# رنجو
رنجو (ژاپنی: 連珠) یک نوع حرفه ای از گوموکو است. در ۶ دسامبر ۱۸۹۹ توسط روزنامه‌نگار ژاپنی روئیکو کورویوا (黒岩涙香) در یک روزنامه ژاپنی یوروزو چوئوهو (萬朝報) این گونهٔ خاص رنجو نامگذاری شد. نام «رنجو» در زبان ژاپنی به معنای «مرواریدهای متصل» است. بازی با مُهره سنگ‌های سیاه و سفید روی تخته ۱۵×۱۵ مشبک انجام می‌شود.
قانون رنجو با افزودن محدودیت‌های ویژه‌ای برای بازیکن دارای مهره سنگ‌های سیاه، مزیت‌های بازیکن اول را در گوموکو تضعیف می‌کند.

## قوانین
رنجو ریشه در گوموکو دارد و بنابراین اکثر قوانین آن را به ارث برده است. با این حال، دو تفاوت اساسی بین این دو گونه از بازی وجود دارد. اول، رنجو قانون حرکات ممنوعه برای محدود کردن مزیت سیاه را دارد، چیزی که در بازی سنتی‌تر گوموکو وجود ندارد. دوم، رنجو از قوانین گشایش خاصی بهره می‌برد تا احتمال پیروزی طرفین بازی را نزدیک‌تر کند و تعادل را برقرار سازد.

### حرکات ممنوع
حرکات خاصی وجود دارد که سیاه اجازه انجام آنها را ندارد:
- جفت سه - قرار دادن یک سنگ بر روی یک تقاطع، که باعث می‌شود بیش از یک سه در این تقاطع یکدیگر را قطع کنند.
  - سه - یک ردیف با سه سنگ که می‌توان یک سنگ دیگر به آن اضافه کرد تا به یک چهار سنگ مستقیم رسید.
  - راستهٔ چهار - یک ردیف ناگسستنی با چهار سنگ که می‌توان یک سنگ دیگر به آن اضافه کرد تا به پنج سنگ پشت سر هم به دو راهه رسید.
- جفت چهار - قرار دادن یک سنگ بر روی یک تقاطع، که باعث می‌شود بیش از یک چهار در این تقاطع یکدیگر را قطع کنند.
  - چهار - یک ردیف با چهار سنگ که می‌توان یک سنگ دیگر به آن اضافه کرد تا به پنج سنگ در یک ردیف رسید.
- عبور از خط - شش یا بیشتر سنگ در یک ردیف بدون شکست.

اگر سیاه یک حرکت ممنوعه انجام دهد، بازی برای سفید به عنوان برنده به پایان می‌رسد. یک استثنا این است که اگر سیاه یک حرکت ممنوعه و پنج حرکت پشت سر هم انجام دهد، باز هم برای سیاه یک برد محسوب می‌شود.

### پاس
در بازی، بازیکن این امکان را دارد که از حق قرار دادن سنگ روی تخته صرف نظر کند که به آن پاس گفته می‌شود. اگر هر دو بازیکن به‌طور متوالی پاس بدهند، بازی به عنوان یک تساوی در نظر گرفته می‌شود و خاتمه می‌یابد.
حق پاس معمولاً زمانی استفاده می‌شود که تخته تقریباً پر است و سیاه اگر سنگی را روی تخته بگذارد، یک خط اضافه شکل می‌گیرد.

### برنده شدن
بازیکن با مهره سیاه تنها با قرار دادن دقیقاً پنج سنگ سیاه در یک ردیف (چه عمودی، چه افقی یا مورب)، می‌تواند برنده بازی باشد.
ولی بازیکن مهره سفید می‌تواند با هر یک از این دو روش برنده شود: رج کردن پنج (یا بیشتر) سنگ سفید پشت سر هم و یا تحت فشار گذاشتن سیاه برای انجام یک حرکت ممنوعه.

### قوانین افتتاحیه
برخلاف گوموکو، رنجو دارای یک توالی منحصر به فرد از حرکات گشایش است که به آن «قانون گشایش» می‌گویند. چندین قانون گشایش معیار شده وجود دارند. فهرست الزامات قوانین گشایش جدید که توسط فدراسیون بین‌المللی رنجو (RIF) در سال ۲۰۰۳ تصویب شد عبارت بود از:
I. سنت‌ها
- قوانین اولیه رنجو باید حفظ شود.
- مرحله گشایش نباید بیش از پنج حرکت باشد.
- همه ۲۶ دهانه متعارف باید قابل بازی کردن باشد و نه بیشتر.
- همه انواع واقعی موجود باید امکان‌پذیر باشد.
- حرکاتی که در نزدیکی لبه‌های تخته در مرحله گشایش قرار دارند ترجیح داده نمی‌شوند.

II. سادگی و جذابیت
- مطالعه قوانین جدید باید ساده باشد.
- قوانین جدید باید برای مبتدیان ساده باشند. وضعیتی که در بخش قابل توجهی از موارد یک مبتدی موقعیت از دست رفته را پس از ۵ حرکت اول داشته باشد، خوب نیست.
- قوانین باید سیستماتیک و جذاب باشند.

III. خلاقیت
- تعداد انواع خلاقانه ممکن باید به‌طور قابل توجهی بیشتر از اکنون باشد. این گونه‌ها باید تحت استراتژی بهینه هر دو بازیکن به دست آیند.
- شانس طرفین برای پیروزی باید عملاً برابر باشد.
- شرایطی که در مرحله گشایش بازیکنی که شروع می‌کند، انجام می‌دهد علاقه ای به شکل‌گیری موقعیت مساوی و خلاق نداشته باشد ترجیح داده نمی‌شود. (مثال: حرکت دوم غیر مستقیم در قوانین گشایش قبلی).
- قوانین باید این فرصت را به هر دو بازیکن بدهد که پس از مرحله گشایش که برای حریف شناخته شده است، از موقعیت اجتناب کنند.
- دانش تئوری و آنالیزهای عمیق خود باید مزیت بدهد اما بازیکنی که تخیل خوبی دارد باید در مقابل این موقعیت شانس داشته باشد.

نمونه ای از قوانین گشایش در زیر آمده است.
1. بازیکن اول ۲ سنگ سیاه و ۱ سنگ سفید را روی تخته قرار می‌دهد و به این ترتیب الگوی گشایش می‌شود.
2. بازیکن دوم اکنون انتخاب می‌کند که سیاه یا سفید بازی کند.
3. سپس سفید یک سنگ دیگر را روی تخته قرار می‌دهد.
4. سیاه ۲ سنگ را روی تخته قرار می‌دهد.
5. سفید یکی از دو سنگ سیاه حرکت قبلی را حذف می‌کند.
6. سفید یک سنگ سفید را جای می‌دهد.

پس از تکمیل این سکانس، سیاه و سفید به نوبت به قرار دادن سنگ‌های خود ادامه می‌دهند.

## فدراسیون بین‌المللی رنجو
فدراسیون بین‌المللی رنجو (RIF) یک سازمان بین‌المللی است که در ۸ اوت ۱۹۸۸ در استکهلم سوئد تأسیس شد. هدف اصلی فدراسیون بین‌المللی رنجو، اتحاد تمامی فدراسیون‌های ملی رنجو و گوموکو در سراسر جهان، سازماندهی مسابقات بین‌المللی و سایر فعالیت‌ها در رنجو و گوموکو و گسترش فعالیت‌های رنجو در جهان است. فدراسیون هر دو سال یک بار مجمع عمومی را برگزار می‌کند.